# Божићни обредни хлебови
Божићни обредни хлебови су посебне врста обредних колача који православни верници у многим српским селима месе за Божићне празнике. Припрему обредних хлебова могу пратити разна обичајна правила и обреди. Уобичајено је да се у умешено тесто за обредне хлебове стави новчић, а према локалним обичајима и неки други ситни предмети. Они имају одређену магијску улогу и представљају неку врсту жртвеног обичаја који се подноси у циљу веће родности усева, берићета, и здравља укућана и стоке. Како по народном веровању божићни обредни хлебови поседују и плодоносну моћ, односе се у поља, воћњаке и винограде и дају стоци.

## Припрема
Обредне хлебове припремају домаћин или домаћица на Бадњи дан или рано ујутру на Божић. Месе се по правилу од пшеничног али и од другог брашна.
Вода за мешење теста у неким српским селима доноси се пре свитања са извора или бунара, у који се претходно баци прегршт жита. Овој води, коју верници називају јаком водом, придаје се посебна благотворна моћ. Припрему обредних хлебова може да прате и разна правила: брашно се узима само из пуне вреће; вода за тесто доноси се са три извора; особа која ће их спремати мора се претходно окупати, итд.
У источној и јужној Србији, тестом улепљеним рукама домаћин или домаћица хватају воћке, кошнице и стоку да би се учинили плоднијим.
У посебне врсте обредних хлебова, убацује се новчић, који се може чувати и користити за ову намену више година узастопно, нарочито ако је од племенитог метала (злата или сребра). У неким областима у тесто се стављају и фигурице изрезане од дреновог дрвета, које представљају живину, волове, краве, свиње, пчеле итд., или се убацују зрна жита и боба, орах, прамен вуне, прутић, и ивер од разних грађевинских материјала, (нпр у Семберији се у тесто обредних колача ставља комадић првог ивера насталог сечењем бадњака; и објашњава да се ово чини „ради пчела“). Горња површина обликованог обредног хлеба може бити пред печење украшена разним симболима, као што су христограм, звезде, кругови, отисак кључа или чешља.

## Врсте обредних хлебова
За Божићне празнике припреман је велики број разноврсних обредних хлебова: чесница, божићни колач и већи број фигуралних хлебова „закончића“.
- На обредном колачу „кућа“ представљени су сви укућани, са једном фигуром више да би било принове, ту су и мачка, пас, огњиште са дрвима.
- Колач „бачва“ користи се за ритуално испијање вина из отвора за чеп, уз благослов за здравље.
- У неким селима меси се „Богу брада“, „тајна вечера“, „краве“, „свиња“, „кола“, „срп“, „чезе“, „њиве“, „трактор“, „лојзе“, „ливаде“, „овчарник“. Имена ових хлебова, као и њихов изглед казују коме су намењени.
- На хлебу намењеном пољу „њива“ централно место заузимају укрштени снопови са фигуром змије, кроз чију главу је провучен клас жита. Овај орнамент срећемо нпр у Алексиначком поморављу, источно од Мораве, сврљишким селима западне зоне, нишким селима североисточне зоне. Територијално он представља целину и сигурно вуче корене из даље прошлости када је змија поштована као кућно и аграрно божанство, и била „чуварица њива и кућа“.
- Поред наведених обредних хлебова меси се и непаран број кравајчића „ковржања“, „ковржањца“, „гугутки“, намењених покојним прецима, а деле се по комшилуку сутрадан, након Божића.

Током времена, обредни хлебови доживљавали су многе трансформације и били изложени различитим утицајима. Зато се данас у разним крајевима Србије среће много различитих облика, назива и мотива обредних хлебова, који имају и различиту намену.

## Обредни хлебови за Бадњи дан и вече
На Бадњи дан, изјутра, домаћица меси бројне хлебове за вечерњу трпезу. Обавезно се меси погача – чесница са новчићем која се ломи пре вечере. Постоји веровање да ће онај коме се падне новчић бити срећан и успешан у пословима током целе године. Поред погаче домаћица куће меси и друге хлебове које шара разним мотивима.
По уношењу бадњака и сламе у кућу, поставља се трпеза за Бадње вече и на њој сва јела, обредни хлебови, пите, мед, разноврсно суво воће, ораси којима се придаје посебна заштитна и плодотворна моћ, бундева, жути шећер, нишадор, црно или црвено вино, ракија, сокови. Сва јела су посна јер је Бадњи дан последњи дан Божићног поста.
Током Бадње вечере већи број хлебова се сече и ломи, нешто од тога се поједе, а непоједено сутрадан даје стоци. Неки верници као апотропејон чувају обредне хлебове током целе године (нпр »Богу брада« хлеб).

## Обредни хлебови за Божић (7. јануар)
Божић се, на простору целе Србији, слави као породична светковина и најрадоснији празник. Изјутра рано се спремају се обредни хлебови, међу којима је најважнија чесница-погача и обредна печеница-прасе, јагње, негде и врапци, и праве крстови од недогорелих делова бадњака. После Божићног поста укућани се након 40 дана први пут „мрсе“ печеним врапцима или печењем, а у кућу се уноси „шумка“ и долази положајник.
Изјутра рано на Божић по обичају кућу „подлази“ подлазник, полазник, полажајник (положајник), полаженик (положеник), здраво мушко дете, добре нарави, батлија, коме су живи родитељи. Ако кућа напредује, положајник се годинама не мења, позива се сваке године и добро награђује новцем, чарапама, шалом, орасима, слаткишима.